# Pál Kray
Pál Kray, avstrijski general in vojaški taktik, * 5. februar 1735, † 19. januar 1804.